# Degollado Színház
A Degollado Színház (teljes nevén: Santos Degollado Színház, spanyolul: Teatro (Santos) Degollado) a mexikói Guadalajara egyik színháza. Ma színielőadások mellett a városi filharmonikus zenekarnak is otthont ad.

## Története
Az ötlet, hogy Guadalajara egy, a városhoz méltó színházat építsen, 1855-ben vetődött fel. Jalisco állam akkori kormányzója, Santos Degollado idején ki is adták a rendeletet az építkezésre. Eredeti neve Alarcón Színház lett volna (Juan Ruiz de Alarcón drámaíró emlékére), de Degollado kormányzó halála után hoztak egy új rendeletet, amely szerint a végső név már Degollado Színház lesz. Az építkezés Jacobo Gálvez helyi építész tervei alapján indult el, az alapkövet 1856-ban tették le.
A nyitóelőadást, Donizetti Lammermoori Luciáját, amelynek főszerepét a világhírű szoprán, Ángela Peralta játszotta, 1866. szeptember 13-án tartották meg. Története során a színház többször is újranyitott: 1880. október 30-án, 1910. szeptember 15-én, 1941. június 28-án, 1964. szeptember 8-án és 2005. november 25-én is.

## Az épület
A klasszicista stílusú épület Guadalajara belvárosában található, a Plaza de la Liberación tér keleti oldalán. Nyugatról a Degollado utca, északról a Miguel Hidalgo út, keletről a Collado sétány, délről pedig a Morelos utca határolja. Főcsarnoka, amely a milánói Scaláéhoz hasonlít, értékes műalkotásokat tartalmaz, amelyek közül kiemelkedik a három jaliscói művész, Jacobo Gálvez, Gerardo Suárez és Carlos Villaseñor falfestménye, az Isteni színjáték negyedik énekének illusztrációja. A függönyön egy ókori athéni ünnepi jelenet látható, ezt 1880 körül készítette Carlos Fontana.
A nézőtér 1015 férőhelyes.